# Distretto di Na Ri
Il distretto di Na Ri (vietnamita: Na Rì) è un distretto (huyện) del Vietnam che nel 2019 contava 38.263 abitanti.
Occupa una superficie di 834 km² nella provincia di Bac Kan. Ha come capitale Yen Lac.